# Batman, Doc Savage and The Spirit: First Wave
Batman, Doc Savage and The Spirit: First Wave (First Wave) est un comic américain publié par DC Comics entre mai 2010 et mars 2011 en six numéros. Il est scénarisé par Brian Azzarello et dessiné par Rags Morales et Phil Noto.

## Personnages
- Batman
- Doc Savage
- Le Spirit

## Éditions
- 2012 : Batman, Doc Savage & The Spirit: First Wave (Ankama Éditions) : première édition française